# جنجال شعرخوانی اردوغان

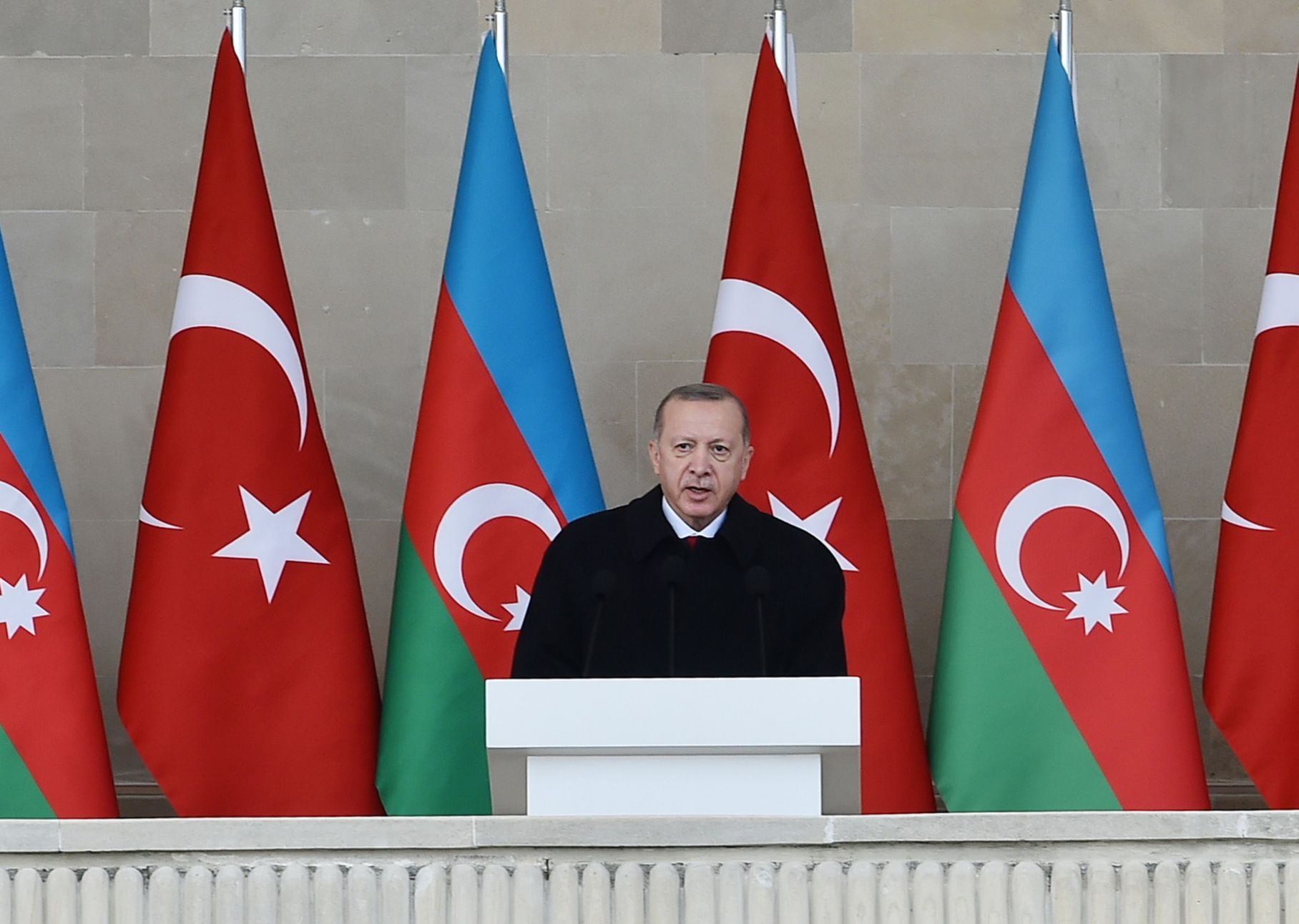
رجب طیب اردوغان در رژه پیروزی

در روز ۱۰ دسامبر، «رجب طیب اردوغان رئیس‌جمهور ترکیه در خلال سفر به باکو، پایتخت جمهوری آذربایجان، برای شرکت در رژه پیروزی جمهوری آذربایجان در جنگ ناگورا قره‌باغ، به عنوان سخنران ویژه دعوت شده‌بود، بخش‌هایی از یک شعر جنجالی را خواند.که این امر موجب تنش با کشور همسایه ایران شد.

## شعر
شعرخوانده شده توسط رئیس‌جمهور ترکیه، از بختیار وهاب زاده به نام گولوستن بود، درونمایه شعر در مورد جدایی دو سرزمین ترک‌زبان از هم هستند که البته این شعر مربوط به دوران شوروی برای ایجاد تفرقه در میان مردم ایران با اهداف تجزیه طلبی و پان‌ترکیسم است.و ربطی به مردم آذربایجان ندارد.

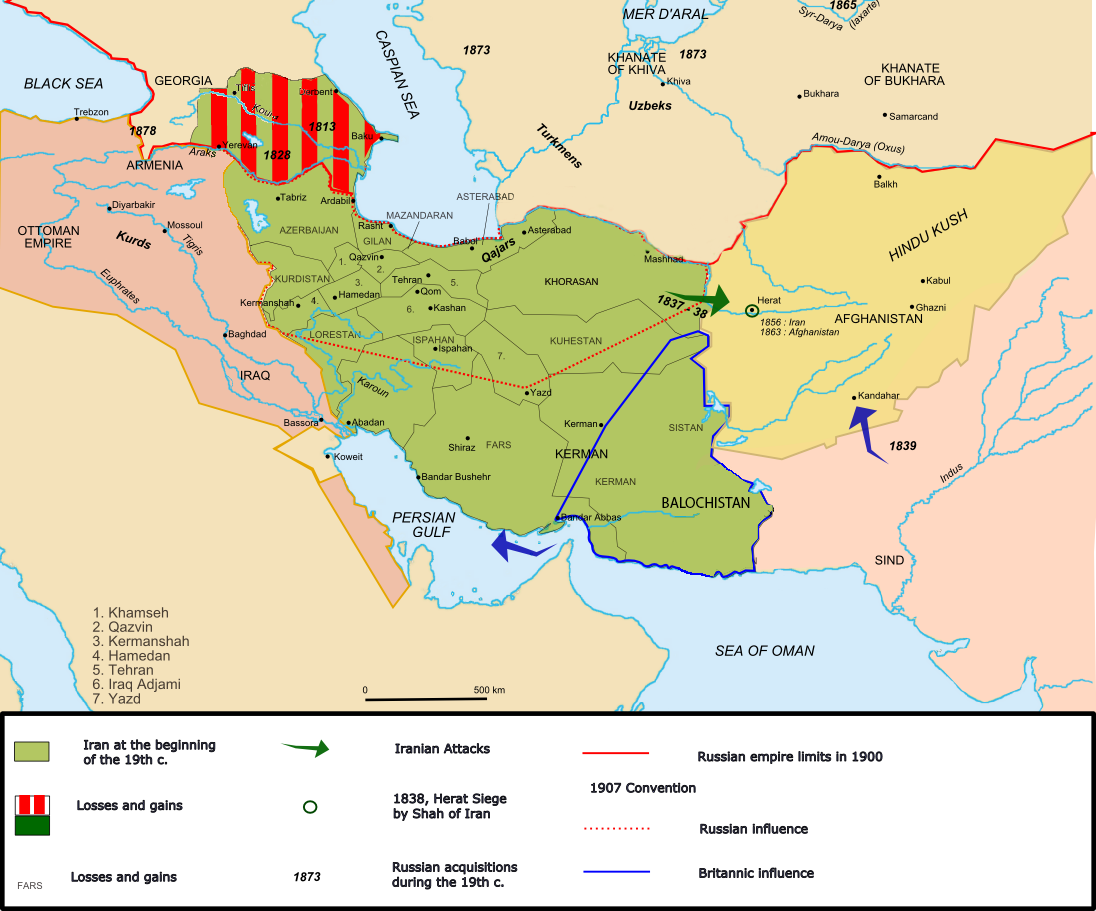
نقشه جدا شدن بخشی از سرزمین ایران در دوران قاجاریه در خلال جنگ ایران و روسیه

## واکنش‌ها
همان‌طور که الجزیره نقل کرده است، پس از پخش ویدیویی از سخنرانی اردوغان در باکو در فضای مجازی، رسانه‌های اجتماعی فارسی‌زبان با پست‌های عصبانی خواستار پاسخ قاطع ایران شدند. در تبریز (از شهرهای بزرگ تُرک نشین) مردم باهدف دفاع از انسجام و تمامیت ارضی ایران در مقابل کنسولگری ترکیه اعتراض کردند.در شبکه‌های اجتماعی، بسیاری از ایرانیان از ستارخان، شخصیتی مهم در انقلاب مشروطه ایران که آذربایجانی بود نقل قول کردند. ستارخان یک قهرمان ملی شناخته شده در برابر تجزیه طلبی و استبداد در تاریخ ایران زمین است. در شبکه‌های اجتماعی، گفته می‌شد که «اردوغان قبل از حمایت از جدایی باید به تاریخ ایران که هزاران سال قدمت دارد» اشاره کند.

## رفتار جمهوری اسلامی
چند روز بعد، رئیس‌جمهور وقت حسن روحانی گفت که ایران می‌تواند بر سر شعر اردوغان با ترکیه فراتر رود. همان‌طور که رویترز نقل کرده است، روحانی گفت: «به نظر من، با توضیحاتی که مقامات ترکیه ارائه دادند، ما می‌توانیم فراتر از این موضوع حرکت کنیم، اما حساسیت مردم ما بسیار مهم است». با این همه موضع جمهوری اسلامی در پاسخ به اردوغان و پیش‌تر جنگ ناگورنو قره‌باغ بسیار منفعلانه بوده است.